# Zsuzsanna Heiner
| 37432 Piszkéstető    | 11 gennaio 2002 |
| 64974 Savaria        | 11 gennaio 2002 |
| 95179 Berkó          | 16 gennaio 2002 |
| 111570 Ágasvár       | 11 gennaio 2002 |
| 111594 Ráktanya      | 11 gennaio 2002 |
| 126245 Kandókálmán   | 13 gennaio 2002 |
| 126315 Bláthy        | 13 gennaio 2002 |
| 131762 Csonka        | 11 gennaio 2002 |
| 131763 Donátbánki    | 11 gennaio 2002 |
| 151242 Hajós         | 11 gennaio 2002 |
| 159629 Brunszvik     | 16 gennaio 2002 |
| 166028 Karikókatalin | 11 gennaio 2002 |
| 194970 Márai         | 13 gennaio 2002 |
| 322912 Jedlik        | 11 gennaio 2002 |
| 483454 Hosszúkatinka | 13 gennaio 2002 |
| 635338 Pécsieszter   | 15 gennaio 2002 |

Zsuzsanna Heiner (Kapuvár, 24 aprile 1979) è un'astronoma ungherese.
Laureatasi all'Università di Seghedino in astronomia nel 2002 e in fisica nel 2005, è rimasta come ricercatrice presso la stessa università fino al 2008. Dal 2008 è ricercatrice per l'Accademia ungherese delle scienze.
Il Minor Planet Center le accredita la scoperta di quindici asteroidi, effettuate tutte nel 2002 in collaborazione con Krisztián Sárneczky.